# Cutremurul din Chile (2010)
Cutremurul din Chile a avut loc la data de 27 februarie 2010, ora UTC 6:34, cu intensitatea de 8,8 la 92 km nord-est de Concepción în regiunea del Maule, Chile. Acesta a fost unul dintre cele mai intense cutremure care au avut loc în ultimii 50 de ani în Chile, fiind clasat pe locul cinci după intensitate pe glob. Președintele Michelle Bachelet a declarat în regiune starea de urgență. Hipocentrul se afla la o adâncime de 35 km. Cutremurul inițial a fost urmat de peste 70 de mișcări seismice de intensitate mai redusă. Din epicentru, cutremurul a avut o rază de 200 km, cel mai intens fiind afectate localitățile Talcahuano, Arauco, Lota, Chiguayante, Canete și San Antonio, el fiind simțit chiar în Santiago de Chile, aflat la distanța 300 de km. În orașul Concepción (peste 215.000 loc.) s-au înregistrat cele mai mari pagube materiale și cei mai mulți morți. După declarația președintelui Bachelet, ca. 2 milioane de oameni au suferit direct sau indirect de pe urma cutremurului.